# Vueltas menores
Vueltas menores es la denominación que reciben las pruebas de ciclismo de ruta por etapas de una semana de duración aproximadamente. Tradicionalmente constan de 7 etapas, aunque las hay de 8 etapas y de 6. Suelen incluir en su trazado etapas llanas, de montaña o media montaña y contrarrelojes individuales (en número variable).
Además de la clasificación general, en las Vueltas menores existen, como en las Grandes Vueltas, una serie de clasificaciones secundarias. Las más comunes son la clasificación por puntos, la clasificación de la montaña y la clasificación por equipos.
Las pruebas están asociadas al UCI WorldTour, que les otorga una puntuación al ganador de la clasificación general según su importancia.
Primož Roglič ostenta el récord de haber sido el único ciclista capaz de conseguir la victoria en 6 de las 7 vueltas menores históricas, así como el único en conseguir 2 o más victorias en la clasificación general de, al menos, 5 de las 7 vueltas menores. Mientras que Sean Kelly es el ciclista que más vueltas menores históricas ha ganado en total (14), el que más ediciones ha ganado (7) en una sola de ellas (París-Niza) y en hacerlo además de manera consecutiva (1982 a 88). El propio Kelly (1984 y 1986), Bradley Wiggins (2012) y João Almeida (2025) son los únicos 3 ciclistas que han conseguido ganar 3 vueltas menores el mismo año.

## Vueltas menores UCI WordTour
Aunque en el calendario ciclista actual figuran más vueltas menores, en negrita se señalan las 7 vueltas menores históricas.
| Carrera                | Etapas | Puntos UCI Word Ranking | Puntos UCI Word Ranking | Puntos UCI Word Ranking |
| Carrera                | Etapas | 1º clasificado          | 2º clasificado          | 3º clasificado          |
| ---------------------- | ------ | ----------------------- | ----------------------- | ----------------------- |
| París-Niza             | 8      | 500                     | 400                     | 325                     |
| Vuelta a Suiza         | 8      | 500                     | 400                     | 325                     |
| Critérium del Dauphiné | 8      | 500                     | 400                     | 325                     |
| Tirreno-Adriático      | 7      | 500                     | 400                     | 325                     |
| Tour de Romandía       | 6      | 500                     | 400                     | 325                     |
| Tour Down Under        | 4      | 500                     | 400                     | 325                     |
| Volta a Cataluña       | 7      | 400                     | 320                     | 260                     |
| Vuelta al País Vasco   | 7      | 400                     | 320                     | 260                     |
| Tour de Polonia        | 7      | 400                     | 320                     | 260                     |
| Tour del Benelux       | 7      | 400                     | 320                     | 260                     |
| UAE Tour               | 7      | 300                     | 250                     | 215                     |
| Tour de Guangxi        | 6      | 300                     | 250                     | 215                     |

## Palmarés de las 7 vueltas menores históricas
Los corredores que han obtenido seis o más victorias en sus participaciones en las vueltas menores son:
| Nombre             | Primera victoria | Última victoria | P-N | T-A | CAT | ITZ | TdR | TdS | CdD | Total |
| ------------------ | ---------------- | --------------- | --- | --- | --- | --- | --- | --- | --- | ----- |
| Sean Kelly         | 1982             | 1990            | 7   | -   | 2   | 3   | -   | 2   | -   | 14    |
| Primož Roglič      | 2018             | 2025            | 1   | 2   | 2   | 2   | 2   | -   | 2   | 11    |
| Tony Rominger      | 1989             | 1995            | 2   | 2   | -   | 3   | 2   | -   | -   | 9     |
| Jacques Anquetil   | 1957             | 1969            | 5   | -   | 1   | 1   | -   | -   | 2   | 9     |
| Mariano Cañardo    | 1928             | 1939            | -   | -   | 7   | 1   | -   | -   | -   | 8     |
| Roger de Vlaeminck | 1972             | 1977            | -   | 6   | -   | -   | -   | 1   | -   | 7     |
| Eddy Merckx        | 1968             | 1974            | 3   | -   | 1   | -   | 1   | 1   | 1   | 7     |
| Miguel Induráin    | 1988             | 1996            | 2   | -   | 3   | -   | -   | -   | 2   | 7     |
| Alberto Contador   | 2007             | 2016            | 2   | 1   | -   | 4   | -   | -   | -   | 7     |
| Alejandro Valverde | 2008             | 2018            | -   | -   | 3   | 1   | -   | -   | 2   | 6     |
| Laurent Jalabert   | 1995             | 1999            | 3   | -   | 1   | 1   | 1   | -   | -   | 6     |
| Richie Porte       | 2013             | 2021            | 2   | -   | 1   | -   | 1   | 1   | 1   | 6     |
| Luis Ocaña         | 1970             | 1973            | -   | -   | 1   | 2   | -   | -   | 3   | 6     |

### Más victorias de etapa
| Nombre             | P-N | T-A | CAT | ITZ | TdR | TdS | CdD | Total |
| ------------------ | --- | --- | --- | --- | --- | --- | --- | ----- |
| Sean Kelly         | 14  | -   | 8   | 11  | 1   | 5   | 3   | 42    |
| Mario Cipollini    | 8   | 4   | 11  | -   | 12  | -   | -   | 35    |
| Miguel Poblet      | 1   | -   | 33  | -   | -   | -   | -   | 34    |
| Eddy Merckx        | 20  | 1   | 2   | -   | 4   | 5   | 2   | 34    |
| Laurent Jalabert   | 7   | 1   | 8   | 9   | 3   | 4   | 1   | 33    |
| Roger de Vlaeminck | 2   | 15  | 3   | -   | 1   | 9   | 1   | 31    |
| Peter Sagan        | 2   | 7   | 1   | -   | 2   | 18  | -   | 30    |

- Laurent Jalabert y Nairo Quintana son los únicos ciclistas que han ganado, al menos, una etapa en cada una de las siete carreras.

### Máximos vencedores
| Carrera              | Carrera                | Primož Roglič | Eddy Merckx | Richie Porte | Quintana | Anquetil | Kelly | Rominger | Klöden | Zülle | Jalabert | Thomas | Pogačar |
| -------------------- | ---------------------- | ------------- | ----------- | ------------ | -------- | -------- | ----- | -------- | ------ | ----- | -------- | ------ | ------- |
|                      | París-Niza             | Sí            | Sí          | Sí           | No       | Sí       | Sí    | Sí       | Sí     | Sí    | Sí       | Sí     | Sí      |
|                      | Tirreno-Adriático      | Sí            | No          | No           | Sí       | No       | No    | Sí       | Sí     | No    | No       | No     | Sí      |
|                      | Volta a Cataluña       | Sí            | Sí          | Sí           | Sí       | Sí       | Sí    | No       | No     | Sí    | Sí       | No     | Sí      |
|                      | Vuelta al País Vasco   | Sí            | No          | No           | Sí       | Sí       | Sí    | Sí       | Sí     | Sí    | Sí       | No     | No      |
|                      | Tour de Romandía       | Sí            | Sí          | Sí           | Sí       | No       | No    | Sí       | Sí     | No    | Sí       | Sí     | No      |
|                      | Critérium del Dauphiné | Sí            | Sí          | Sí           | No       | Sí       | No    | No       | No     | No    | No       | Sí     | Sí      |
|                      | Vuelta a Suiza         | No            | Sí          | Sí           | No       | No       | Sí    | No       | No     | Sí    | No       | Sí     | No      |
| Victorias diferentes | Victorias diferentes   | 6             | 5           | 5            | 4        | 4        | 4     | 4        | 4      | 4     | 4        | 4      | 4       |

### Últimos vencedores
| Año  | París-Niza            | Tirreno-Adriático  | Volta a Cataluña   | Vuelta al País Vasco   | Tour de Romandía | Critérium del Dauphiné | Vuelta a Suiza    |
| ---- | --------------------- | ------------------ | ------------------ | ---------------------- | ---------------- | ---------------------- | ----------------- |
| 2018 | Marc Soler            | Michał Kwiatkowski | Alejandro Valverde | Primož Roglič          | Primož Roglič    | Geraint Thomas         | Richie Porte      |
| 2019 | Egan Bernal           | Primož Roglič      | Miguel Ángel López | Ion Izagirre           | Primož Roglič    | Jakob Fuglsang         | Egan Bernal       |
| 2020 | Maximilian Schachmann | Simon Yates        | cancelada          | cancelada              | cancelada        | Daniel Felipe Martínez | cancelada         |
| 2021 | Maximilian Schachmann | Tadej Pogačar      | Adam Yates         | Primož Roglič          | Geraint Thomas   | Richie Porte           | Richard Carapaz   |
| 2022 | Primož Roglič         | Tadej Pogačar      | Sergio Higuita     | Jonas Vingegaard       | Aleksandr Vlásov | Primož Roglič          | Geraint Thomas    |
| 2023 | Tadej Pogačar         | Primož Roglič      | Primož Roglič      | Daniel Felipe Martínez | Adam Yates       | Jonas Vingegaard       | Mattias Skjelmose |
| 2024 | Matteo Jorgenson      | Jonas Vingegaard   | Tadej Pogačar      | Juan Ayuso             | Carlos Rodríguez | Primož Roglič          | Adam Yates        |
| 2025 | Matteo Jorgenson      | Juan Ayuso         | Primož Roglič      | João Almeida           | João Almeida     | Tadej Pogačar          | João Almeida      |